# クリス・リード (野球)
クリストファー・ウィリアム・リード（Christopher William Reed, 1990年5月20日 - ）は、イギリス・ロンドン出身の元プロ野球選手（投手）。左投左打。

## 経歴

### プロ入りとドジャース傘下時代
2011年のMLBドラフトでロサンゼルス・ドジャースから1巡目（全体16位）指名され、8月12日に契約。この年は傘下のA+級ランチョクカモンガ・クエークスで3試合に登板し、0勝1敗・防御率7.71だった。
2012年はA+級ランチョクカモンガで7試合に登板し、1勝4敗・防御率3.09だった。6月にAA級チャタヌーガ・ルックアウツへ昇格。ここでは12試合に登板し、0勝4敗・防御率4.84だった。オフには第3回WBC予選のイギリス代表に選ばれた。
2013年はAA級チャタヌーガで29試合に登板し、4勝11敗・防御率3.86だった。
2014年はAA級チャタヌーガで23試合に登板し、4勝8敗・防御率3.22だった。8月にAAA級アルバカーキ・アイソトープスへ昇格。ここでは5試合に登板し、0勝3敗・防御率10.97だった。オフの11月20日にドジャースとメジャー契約を結び、40人枠入りした。
2015年7月10日にDFAとなった。

### マーリンズ時代
2015年7月15日、グラント・デイトンとのトレードによりマイアミ・マーリンズに移籍した。40人枠に入り、傘下のAAA級ニューオーリンズ・ゼファーズに配属された。8月1日にメジャー初昇格を果たし、同日のサンディエゴ・パドレス戦でメジャーデビュー。2試合に登板し4投球回、失点2、被安打6の成績に終わり、10月2日に40人枠から外れた。
2016年はAA級ジャクソンビル・ジャンボシュリンプとAAA級ニューオーリンズでプレーしたが、メジャーへの昇格機会はなかった。
2017年2月15日に現役引退を発表した。

### 現役復帰とマーリンズ傘下時代
2018年4月20日、マイアミ・マーリンズとマイナー契約を結び現役復帰した。A級グリーンズボロ・グラスホッパーズとAA級ジャクソンビルでプレーし、2球団合計で4試合に登板、1勝1敗、防御率1.29の成績を残したが、7月5日に自由契約となった。

### 独立リーグ時代
2018年7月14日にアトランティックリーグのニューブリテン・ビーズと契約した。2019年のシーズン終了後にFAとなった。
2021年5月7日にアトランティックリーグのロングアイランド・ダックスと契約した。23試合に登板し、1勝2敗、防御率7.98の成績を残したが、8月24日に現役引退を発表した。
一線を退いていたが、2022年9月、第5回WBC予選のイギリス代表に選出。予選では1試合1イニングのみの登板だったが、初のWBC本戦進出に貢献した。

## 詳細情報

### 年度別投手成績
| 年 度    | 球 団    | 登 板 | 先 発 | 完 投 | 完 封 | 無 四 球 | 勝 利 | 敗 戦 | セ 丨 ブ | ホ 丨 ル ド | 勝 率 | 打 者 | 投 球 回 | 被 安 打 | 被 本 塁 打 | 与 四 球 | 敬 遠 | 与 死 球 | 奪 三 振 | 暴 投 | ボ 丨 ク | 失 点 | 自 責 点 | 防 御 率 | W H I P |
| -------- | -------- | ----- | ----- | ----- | ----- | -------- | ----- | ----- | -------- | ----------- | ----- | ----- | -------- | -------- | ----------- | -------- | ----- | -------- | -------- | ----- | -------- | ----- | -------- | -------- | ------- |
| 2015     | MIA      | 2     | 0     | 0     | 0     | 0        | 0     | 0     | 0        | 0           | ----  | 18    | 4.0      | 6        | 0           | 1        | 0     | 0        | 1        | 0     | 0        | 2     | 2        | 4.50     | 1.75    |
| MLB：1年 | MLB：1年 | 2     | 0     | 0     | 0     | 0        | 0     | 0     | 0        | 0           | ----  | 18    | 4.0      | 6        | 0           | 1        | 0     | 0        | 1        | 0     | 0        | 2     | 2        | 4.50     | 1.75    |

### 背番号
- 35 (2015年)